# Agassiz (krater marsjański)
Agassiz – znajdujący się na półkuli południowej duży krater uderzeniowy na Marsie o średnicy 108,77 km. W roku 1973 został nazwany na cześć szwajcarskiego naukowca Louisa Agassiz.